# Tjong i baljan!
Tjong i baljan! var SR:s julkalender 1973. Det var den första radiokalender som inte hade samma tema som julkalendern i TV. Sveriges Radio gav även ut en LP-skiva med samma namn.

## Handling
Grodan Boll och Televinken skall så småningom fira jul i en gammaldags bondgård. Den som skall hålla reda på dessa vänner är Anita Lindman, som också är programledare, värdinna och berättare. Stugan är inredd med en öppen spis med bakugn på sidan och på golvet vid spisen står en balja full med vatten. Tiden fördrives med allehanda upptåg och julpyssel.

## Medverkande
- Anita Lindman – programledare
- Thomas Funck – grodan Boll
- Ola Lundberg – Televinken

## Papperskalender

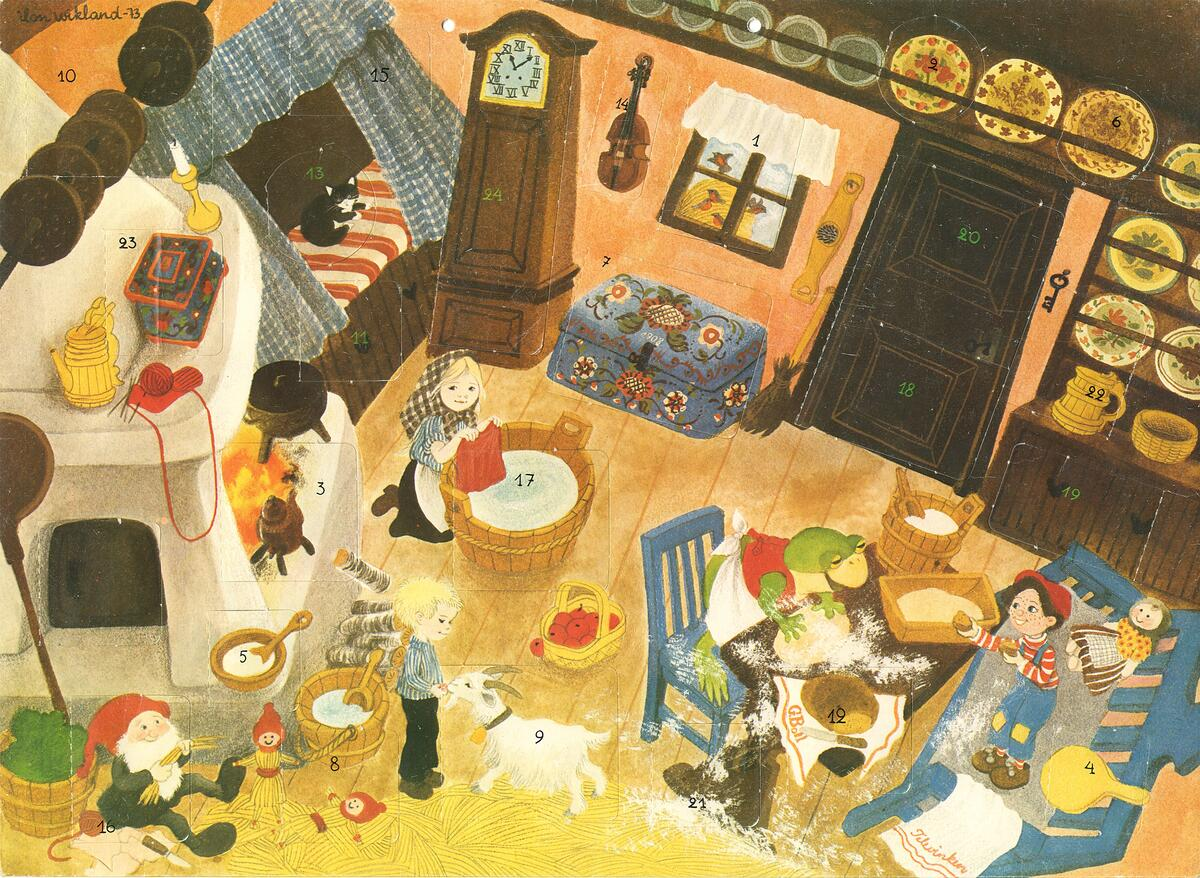
Papperskalendern

Årets papperskalender ritades av Ilon Wikland och föreställer ett vardagsrum med en vedspis, väggklocka och porslinstallrikar längs takkanten. På golvet företar barnen olika aktiviteter. En flicka tvättar kläder, grodan Boll bakar med Televinken och en pojke matar en get bredvid en tomte som sitter vid vedspisen och binder halmfigurer.

### Fotnoter
1. ↑  Tjong i baljan (LP) Discogs.com
2. ↑  ”1973: Tjong i baljan”. Sveriges Radio. 24 november 2020. https://sverigesradio.se/avsnitt/1625459. Läst 14 augusti 2023.
3. ↑  Adventskalender Mölndals stadsmuseum (digitaltmuseum.se)
4. ↑  Stenudd, Solveig (2004). Teskedsgumman, Pettson, Pelle Svanslös och alla de andra : julkalendern i radio och TV genom tiderna (Ny, utök. version). Sveriges television (SVT). ISBN 91-975013-0-1. OCLC 186559284. https://www.worldcat.org/oclc/186559284. Läst 8 februari 2023